# 思想汇报
思想汇报是中国共产党为考察本党党员或有意向加入该组织的人员，而要求其撰写提交的关于其思想动态和政治立场的文章。主要包括入党思想汇报、积极分子思想汇报、预备党员思想汇报和党员思想汇报。

## 思想汇报的内容
思想汇报没有规定的内容或长度限制，但通常来说其内容主要涉及以下方面：
- 对中国共产党的基本知识、马克思主义基本理论的学习认识。
- 对中国共产党制定的路线、方针、政策或某个时期的中心任务的看法和观点。
- 对国内外发生重大政治事件时，个人所持的立场。
- 个人生活中或思想上的问题。

## 思想汇报的格式
标题
　　思想汇报的基本书写格式及内容通常如下：
　　⑴标题。居中写“思想汇报”。
称谓
　　⑵称谓。即汇报人对党组织的称呼，一般写“敬爱的党组织”。顶格书写在标题的下一行，后面加冒号。
正文
　　⑶正文。写思想汇报，是结合自己的学习、工作和生活情况，向党组织反映自己的真实思想情况。具体内容根据每个人的不同情况而定。如果对党的基本知识、马克思主义的基本理论的学习有所收获，便可以通过思想汇报的形式，将学习体会、思想认识上新的提高及存在的认识不清的问题向党组织说明；如果对党的路线、方针、政策或一个时期的中心任务有什么看法，可以在思想汇报中表明自己的态度，阐明自己的观点；如果参加了重要的活动或学习了某些重要文章，可以把自己受到的教育写给党组织；如果遇到国内外发生重大政治事件时，则要通过学习提高对事件本质估认识，旗帜鲜明地向党组织表明自己的立场；如果在自己的日常生活中遇到了个人利益同集体利益、国家利益产生矛盾的问题，可以把自己有哪些想法，如何对待和处理的情况向党组织汇报；为了使党组织对自己最近的思想情况有所了解，就要把自己的思想状况，有了哪些进步，存在什么问题以及今后提高的打算写清楚，等等。
结尾
　　⑷结尾。思想汇报的结尾可写上自己对党组织的请求和希望。一般用“恳请党组织给予批评、帮助”或“希望党组织加强对自己的培养和教育”等作为结束语。
　　在思想汇报的最后，要署名和注明汇报日期。一般居右书写“汇报人***”。下一行写上“****年*月*日”。
中国共产党对思想汇报有比较规范的格式要求。比如开篇加以“敬爱的党组织”的谓称，以及使用“恳请党组织给予批评、帮助”或“希望党组织加强对自己的培养和教育”等作为结束语。

## 评论
- 中国共产党方面认为，思想汇报“有利于支部及时了解和掌握党员的思想情况，以加强对党员的教育和管理；有利于支部了解和掌握群众的情绪、意见和要求，以改进支部工作，密切党群关系；有利于增强党性观念，以提高接受党组织教育和监督的自觉性。”
- 部分中国共产党党员和有意向加入该组织的人员认为思想汇报实际是讲大话、讲空话、抄报纸，实际意义有限。
- 部分党外人士认为思想汇报是中国共产党对党员思想的监督活动，目的是使其思想“与党保持高度一致”。